# Tony Lindsay

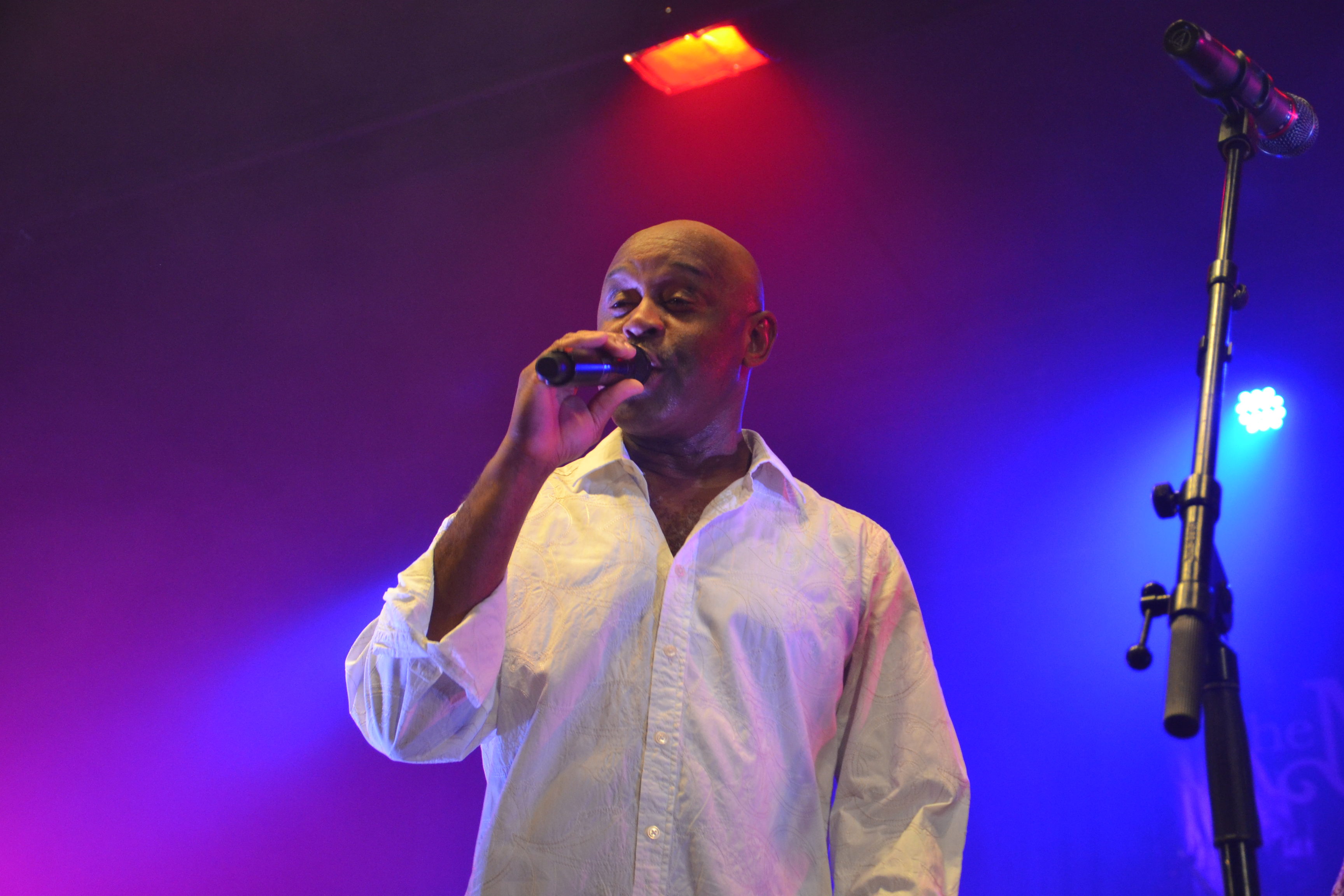
Tony Lindsay 2012 in Bad Fallingbostel

Tony Lindsay (* in Kingston, New York) ist ein US-amerikanischer Sänger von Rockmusik und Soul und Komponist. Seit April 1991 singt er bei Santana. Auf dem Album Milagro (1992) war er erstmals dabei, zu hören etwa bei dem von Carlos Santana und Alex Ligertwood komponierten Song Make Somebody Happy und bei Somewhere In Heaven. Auch am mit Grammys überhäuften Welterfolg Supernatural (1999 – 11 Auszeichnungen für Tony Lindsay) sowie dem folgenden Album Shaman (2002) wirkte er mit.

## Leben
Im Alter von acht Jahren begann Tony Lindsay in einer A-Cappella-Gruppe namens Four Of A Kind. Dort blieb er etliche Jahre. In seiner Teenagerzeit änderte die Gruppe ihren Namen und es kamen Instrumente hinzu.
1980 zog er nach San Francisco und trat als Sänger dem Danny Hull Quintett bei. Als Danny Hull die Band verließ, änderten sie den Namen in Spang-A-Lang.
Zu Santana fand Lindsay 1991, als ein neuer Sänger gesucht wurde. Mit Unterbrechungen gehört er Santana bis 2014 an. Er wirkte unter anderem auf den Alben Milagro, Supernatural, Shaman und Shape Shifter mit und war Co-Autor bei Songs wie Migra, Day Of Celebration, Ya Yo Me Cure, Serpents And Doves und Interplanetary Party.
Neben Santana hat er Musiker wie Narada Michael Walden, Tevin Campbell, The O’Jays, Al Jarreau, Curtis Mayfield, Steve Winwood, Teddy Pendergrass, Aretha Franklin und Lou Rawls bei Konzerten und als Studiosänger begleitet. Er pflegt darüber hinaus eigene Bandprojekte wie Spang-A-Lang, die Tony Lindsay Band und weitere.
Als Komponist unterstützt er die Organisation der West Coast Songwriters und sitzt seit 2011 im Vorstand.
Nach wie vor lebt er in San Francisco, Kalifornien.
In Deutschland tritt Lindsay seit 2012 auch häufiger mit der Tribute-Band The Magic of Santana auf. 2016 absolvierten sie gemeinsam mit dem ehemaligen Santana-Sänger Alex Ligertwood eine Spanientournee, von der inzwischen auch eine CD erschienen ist. Seit 2023 konzertiert er zusammen mit Dani Felber in der Schweiz.

## Diskographie

### Mit Santana
- Milagro (1992)
- Supernatural (1999)
- Shaman (2002)
- Ceremony (2003)
- Food for Thought (2004)
- Live by Request (DVD, 2005)
- Ultimate Santana (2007)
- Shape Shifter (2012)
- Corazón (CD, 2014)
- Corazón – Live From México (CD und DVD, 2014)

### Mit The Magic of Santana und Alex Ligertwood
- Live In Spain 2016 (2017)

### Soloalben
- Tony Lindsay (2005)
- Message Is Love (2007)
- Memoirs (2013)